# Colesio
Colesio es una localidad del estado mexicano de Michoacán. Es parte del municipio de Ecuandureo.

## Demografía
| Gráfica de evolución demográfica |
|                                  |

| Censo | Población |
| ----- | --------- |
| 1900  | 919       |
| 1910  | 891       |
| 1921  | 1142      |
| 1930  | 615       |
| 1940  | 873       |
| 1950  | 766       |
| 1960  | 1208      |
| 1970  | 1006      |
| 1980  | 1238      |
| 1990  | 1332      |
| 2000  | 1121      |
| 2010  | 927       |
| 2020  | 1027      |